# Amira Yahyaoui
Amira Yahyaoui (arabe : أميرة اليحياوي), née le 6 août 1984 à Ksar Hadada, est une militante tunisienne et fondatrice de l'ONG Al Bawsala.

## Biographie
Elle est issue d'une famille engagée dans la défense des droits de l'homme. Son père, le juge Mokhtar Yahyaoui (en), est écarté après avoir publié une lettre dénonçant le manque d'indépendance de la justice en Tunisie. Son cousin, Zouhair Yahyaoui, anime un site web dissident. Il est arrêté, torturé et meurt à la suite de ses mauvais traitements.
En 2005, elle-même est frappée par la police dans les rues de Tunis. Elle est forcée de s'exiler en France et entame des études de mathématiques, tout en poursuivant ses dénonciations du régime de Zine el-Abidine Ben Ali.
En février 2016, elle est désignée par le président de la République tunisienne comme membre du Comité supérieur des droits de l'homme et des libertés fondamentales. En décembre de la même année, elle intègre le conseil d'administration de Silatech, ONG fondée par Moza bint Nasser al-Missned et visant à créer des opportunités économiques pour les jeunes arabes, ce qui suscite des critiques sur les réseaux sociaux,.
Le 27 juin 2019, elle commente une rumeur sur le décès du président Béji Caïd Essebsi, démentie par les sources officielles. Elle écrit sur son compte Twitter : « Aujourd'hui j'ai une pensée pour toutes les personnes torturées alors que BCE était ministre et le savait. Je me souviens de sa complaisance des deux dictatures de Bourguiba et de Ben Ali. Tout a une fin et il ne manquera pas ». Ce tweet déclenche l'indignation des internautes qui la qualifie d'hypocrite et de malhonnête.

## Al Bawsala
En 2011, après la destitution du président Ben Ali dans le contexte de la révolution, elle regagne la Tunisie et fonde l'ONG Al Bawsala (« La Boussole » en arabe). Cet organisme rencontre tous les constituants tunisiens et suit la totalité des débats parlementaires, y compris en commissions, afin d'assurer la transparence de la révolution.
Le 21 novembre 2014, elle reçoit le prix de la Fondation Chirac pour « son action de prévention d'un embrasement » en Tunisie.